# Дирикис, Бернхард
Бернхард Дирикис (латыш. Bernhards Dīriķis; 11 (23) января 1831, Веява, ныне Эргльский край — 25 августа (6 сентября) 1892, Рига) — латышский журналист и общественный деятель, активный участник движения младолатышей. Брат Андрея Дирикиса, отец Артура Дирикиса.

## Биография
Вырос в Якобштадте, учился в Дерптской учительской семинарии (1848—1850) и учительском институте в Санкт-Петербурге (1850—1852). В 1852—1856 гг. преподавал русский язык в школе Аренсбурга, затем обосновался в Риге и поступил на государственную службу, затем в 1862—1866 гг. служил по акцизному ведомству во Пскове. Вернувшись в Ригу, в 1868 г. был избран первым председателем Рижского латышского общества; среди прочего организовал установку в 1869 г. памятника Гарлибу Меркелю в Катлакалнсе, организовал в составе общества театральную комиссию, которую позже возглавлял. В 1870 г. уступил бразды правления Рихарду Томсону. В 1868 г. начал издавать журнал Baltijas Vēstnesis, которым руководил до конца жизни; в 1877—1880 гг. издавал также первую ежедневную газету на латышском языке Rīgas Lapa. В 1877 г. приобрёл собственную типографию, в которой выходила и печатная продукция других издателей Дирикису принадлежит также первый очерк истории латышской литературы, написанный на латышском языке, — книга «Латышская литература» (латыш. Latviešu rakstniecība; 1860).